# (73860) 1996 XR5
(73860) 1996 XR5 – planetoida z pasa głównego asteroid okrążająca Słońce w ciągu 3,67 lat w średniej odległości 2,38 j.a. Odkryta 7 grudnia 1996 roku.